# Wiegensee
Wiegensee este o arie protejată (arie specială de conservare — SAC, sit de importanță comunitară — SCI) din Austria întinsă pe o suprafață de 64,74 ha, integral pe uscat.

## Localizare
Centrul sitului Wiegensee este situat la coordonatele 46°58′37″N 10°05′42″E / 46.9769°N 10.095°E.

## Înființare
Situl Wiegensee a fost declarat sit de importanță comunitară în mai 1995 pentru a proteja 3 specii de animale. Situl a fost protejat și ca arie specială de conservare în august 2003.

## Biodiversitate
Situată în ecoregiunea alpină, aria protejată conține 10 habitate naturale: Lacuri și iazuri distrofice naturale, Pajiști alpine și boreale, Pajiști boreale și alpine pe substrat silicios, Turbării active, Turbării de acoperire (* exclusiv pentru turbării active), Mlaștini turboase de tranziție și turbării mișcătoare, Depresiuni pe substraturi de turbă de Rhynchosporion, Pante stâncoase silicioase cu vegetație casmofită, Mlaștini împădurite, Păduri acidofile de Picea de la nivel montan la nivel alpin (Vaccinio-Piceetea).
La baza desemnării sitului se află mai multe specii protejate de  păsări (3): potârnichea de stâncă (Alectoris graeca saxatilis), Lagopus mutus helveticus, cocoșul de mesteacăn (Tetrao tetrix tetrix).
Pe lângă speciile protejate, pe teritoriul sitului au mai fost identificate 14 specii de plante, 2 specii de amfibieni, 1 specie de mamifere, 3 specii de nevertebrate, 1 specie de reptile.